# Wei Haiying
Wei Haiying (en chinois : 韋海英) est une footballeuse internationale chinoise née le 5 janvier 1971 à Tunchang. Elle évolue au poste d'attaquante durant sa carrière.

## Biographie

### En club
Elle évolue notamment sous les couleurs du club de Guangdong Xiongying.

### En sélection
Haiying est sélectionnée avec l'équipe de Chine pour participer à la Coupe du monde 1991. Elle dispute trois rencontres durant le tournoi et inscrit un but contre le Danemark en phase de groupes. Elle est titulaire lors du quart de finale perdu face à la Suède.
Lors de la Coupe du monde 1995, elle prend part à 5 rencontres et inscrit 2 buts durant la compétition. La Chine finit alors à la troisième place.
Lors des Jeux olympiques en 1996, Haiying joue quatre matchs. Elle inscrit notamment un doublé après être entrée en jeu en demi-finale contre le Brésil et renverse le score (victoire 3-2). Haiying joue contre les États-Unis en tant que remplaçante à nouveau : la Chine s'incline sur le score de 1-2 et est médaillée d'argent de la compétition.